# Jasper
Термин Jasper также может означать открытую реализацию JPEG 2000.
Jasper (также известный как Динамический ADO.NET (англ. Dynamic ADO.NET)) — проект корпорации Microsoft, связанный с ADO.NET, целью которого является упрощение интеграции в приложении между уровнем доступа к данным и уровнем представления данных. «Jasper» может динамически создавать классы данных, представляющие данные в базе данных, для которой передается строка подключения, а эти классы затем могут быть автоматически привязаны к ASP.NET, WinForms и виджетам пользовательского интерфейса WPF. Он также может создавать связь между моделью EDM и нижележащей базой или создавать классы на основе EDM-схем.

## История разработки
В конце июля 2006 года Энди начал обдумывание возможности связать язык VB.Net и Entity Framework.

## Презентация
Jasper был представлен на конференции Mix07, проходившей в 2007 году.

## Технические требования
Jasper был выпущен как технологическое превью. Однако, в текущем выпуске поддерживаются только языки VB.NET и IronPython.
Техническая версия, выпущенная весной 2007 года, была рассчитана на работу с Microsoft Visual Studio Codename “Orcas” Beta 1 (впоследствии - Visual Studio 2008), IronPython 1.1 и Microsoft SQL Server 2005.

## Примеры кода
```
Dim
 
context
 
=
 
DynamicContext
.
CreateDynamicContext
(
connectionString
)

For
 
Each
 
customer
 
In
 
context
.
Customers

  
Console
.
WriteLine
(
"Покупатель "
 
&
 
customer
.
ContactName
 
&
 
" из "
 
&
 
customer
.
Region
 
&
 
" сделал заказы:"
)

  
For
 
Each
 
order
 
In
 
customer
.
Orders

    
Console
.
WriteLine
(
vbTab
 
&
 
"Заказ создан на "
 
&
 
order
.
OrderDate
 
&
 
"и должен быть доставлен "
 
&
 
order
.
RequiredDate
)

  
Next

Next

```